# Placówka Straży Celnej „Budy”

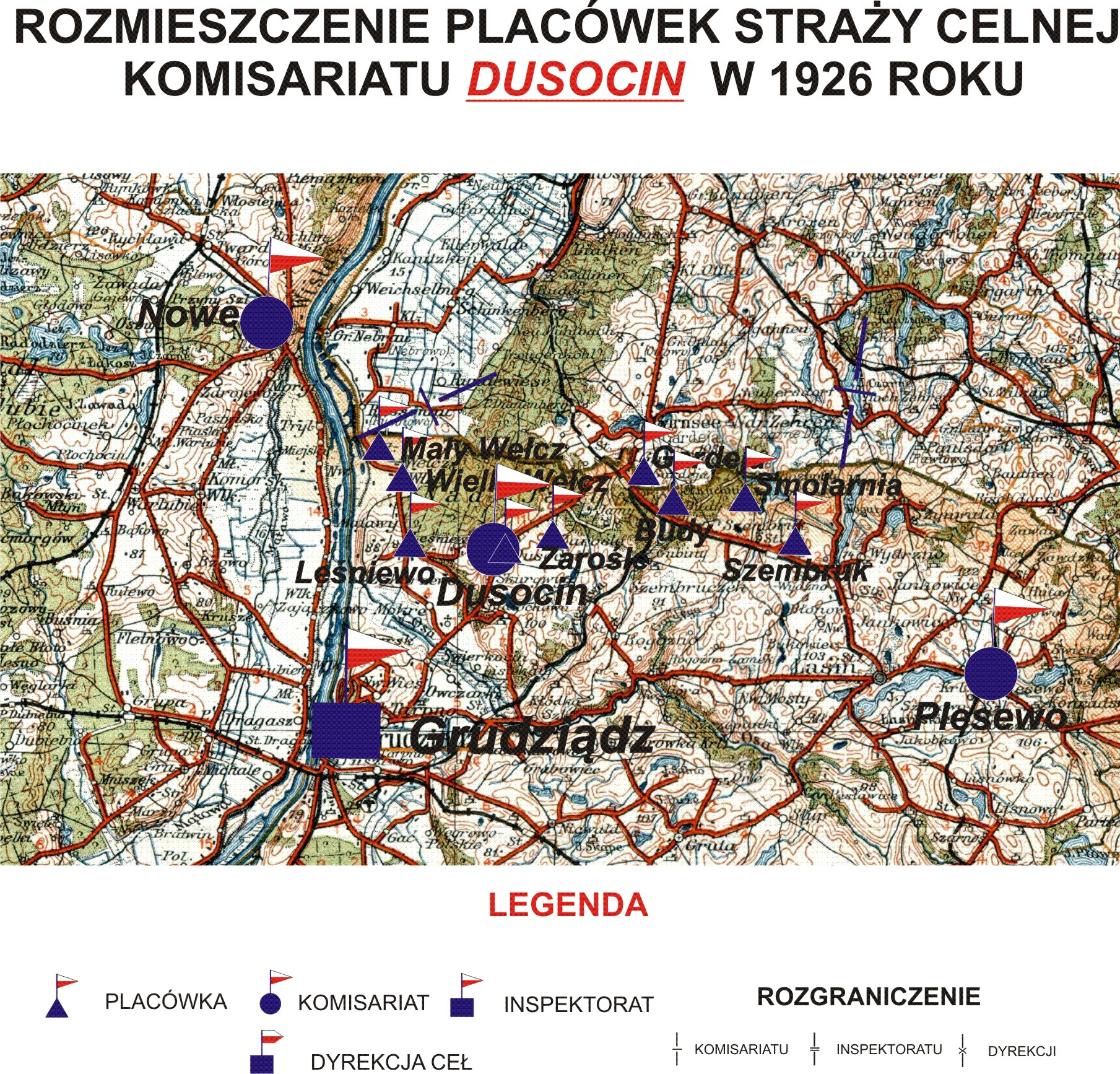
Rozmieszczenie placówek SC komisariatu "Dusocin" w 1926

Placówka Straży Celnej „Budy” – jednostka organizacyjna Straży Celnej pełniąca w okresie międzywojennym służbę ochronną na granicy polsko-niemieckiej.

## Formowanie i zmiany organizacyjne
Na wniosek Ministerstwa Skarbu, uchwałą z 10 marca 1920 roku, powołano do życia Straż Celną. Od połowy 1921 roku jednostki Straży Celnej rozpoczęły przejmowanie odcinków granicy od pododdziałów Batalionów Celnych. W 1922 roku w Dusocinie stacjonował sztab 2 kompanii 16 batalionu celnego. Kompania wystawiała między innymi placówkę w Budach. Pododdziały 16 batalionu celnego zostały zluzowane przez strażników celnych 14 marca 1922 roku o godzinie 12:00 . Proces tworzenia Straży Celnej trwał do końca 1922 roku. Placówka Straży Celnej „Budy” weszła w podporządkowanie komisariatu Straży Celnej „Dusocin” z Inspektoratu SC „Grudziądz”.
W drugiej połowie 1927 roku przystąpiono do gruntownej reorganizacji Straży Celnej. W praktyce skutkowało to rozwiązaniem tej formacji granicznej. Ochronę północnej, zachodniej i południowej granicy państwa przejęła powołana z dniem 2 kwietnia 1928 roku Straż Graniczna. W strukturach nowo powstałej formacji nie odtworzono placówki „Budy”.

## Służba graniczna
Sąsiednie placówki
- placówka Straży Celnej „Smolarnia” ⇔ placówka Straży Celnej „Gardeja” – 1926[10]

## Funkcjonariusze placówki
Kierownicy placówki
| stopień          | imię i nazwisko, numer     | okres pełnienia służby | kolejne stanowisko |
| ---------------- | -------------------------- | ---------------------- | ------------------ |
| starszy strażnik | Szczepan Wiśniewski (1338) | był w 1926             |                    |

Obsada personalna placówki w 1926
- starszy strażnik Szczepan Wiśniewski (1338)
- strażnik Jan Helak (3152)
- strażnik Piotr Langowski (2531)
- strażnik Józef Warnke (32)
- strażnik Jan Czarnecki (475)